# Vânători (okręg Botoszany)
Vânători – wieś w Rumunii, w okręgu Botoszany, w gminie Gorbănești. W 2011 roku liczyła 679 mieszkańców.